# Matchem
Matchem a volte anche scritto Matc'em (nato nel 1748, morto il 21 febbraio 1781) è stato un cavallo da corsa di razza Purosangue inglese. 
Ha avuto una grande influenza sulla razza ed infatti quando venne creato lo stud book della razza Purosangue inglese fu uno dei primi tre iscritti, insieme ad Eclipse ed Herod ..

## Aspetto
Da puledro era sorprendentemente piccolo, solo 14 hands e 3 inches (all'incirca 1,5 m.) ma con robusta ossature e struttura da corridore.
Nonostante avesse il manto baio, tra i suoi discendenti sono presenti molti cavalli color castano e molti neri. 
Il cavallo presentava anche una coda caratteristica con alcune barre di peli bianchi alla base, che da lui prese il nome di Matchem arms.

## Carriera agonistica
Comprato da William Fenwick, Matchem crebbe nelle sue scuderie a Bywell nel Northumberland fino all'età di cinque anni prima di iniziare la sua carriera sportiva. La pratica di attendere che l'animale fosse completamente maturato per introdurlo alle gare era la norma in quei tempi, a differenza d'oggigiorno in cui la maggior parte dei cavalli da corsa iniziano la loro carriera a due o tre anni. 

### Competizioni
| Data           | Corsa                    | Dist. (miglia)  | Località    | Premio          | Fantino             | Quota           | Partecipanti    | Posizione | Nomi opponenti                                         |
| -------------- | ------------------------ | --------------- | ----------- | --------------- | ------------------- | --------------- | --------------- | --------- | ------------------------------------------------------ |
| 1753 agosto    | Great Subscription Purse | 4               | York        | £160 5s         | Christopher Jackson | 1/2             | 3               | 1         | Barforth Billy; Bold                                   |
|                | '‘sconosciuto'’          | '‘sconosciuto'’ | Morpeth     | £50             | '‘sconosciuto'’     | '‘sconosciuto'’ | '‘sconosciuto'’ | 1         | Blameless                                              |
|                | Ladies' Plate            | 4               | York        | 126 gs          | '‘sconosciuto'’     | '‘sconosciuto'’ | '‘sconosciuto'’ | 1         | '‘sconosciuto'’                                        |
|                | Ladies' Plate            | '‘sconosciuto'’ | Lincoln     | £80             | '‘sconosciuto'’     | '‘sconosciuto'’ | '‘sconosciuto'’ | 1         | '‘sconosciuto'’                                        |
|                | Gara senza nome          | '‘sconosciuto'’ | Morpeth     | £50             | nessuno             | '‘sconosciuto'’ | walkover        | 1         | walkover                                               |
| 1755 aprile    | Gara senza nome          | 4m 1.5f         | Newmarket   | £50             | '‘sconosciuto'’     | £4/£5 6s        | 4               | 1         | Trajan; altri due                                      |
| 1755 agosto    | Open race                | '‘sconosciuto'’ | York        | £20             | nessuno             | nessuno         | no entries      | 1         | nessuno                                                |
| 1756 aprile    | Match race               | 4 m 1.5f        | Newmarket   | 200 gs          | John Singleton      | 1/2             | 2               | 1         | Trajan                                                 |
| 1756 aprile    | Jockey Club Plate        | '‘sconosciuto'’ | Newmarket   | '‘sconosciuto'’ | '‘sconosciuto'’     | 2/1 first heat  | 6               | 3         | Spectator; Brilliant; Whistlejacket; Sweepstakes; Crab |
|                | Gara senza nome          | '‘sconosciuto'’ | Newcastle   | 60 gs           | '‘sconosciuto'’     | '‘sconosciuto'’ | 3               | 1         | Drawcansir; Full Moon                                  |
| 1758 aprile    | Jockey Club Plate        | '‘sconosciuto'’ | Newmarket   | '‘sconosciuto'’ | '‘sconosciuto'’     | 10/1            | 5               | 2         | Mirza (1°); Jason (3°); Feather (4°); Forrester (5°)   |
| 1758 settembre | Gara senza nome          | '‘sconosciuto'’ | Scarborough | £50             | '‘sconosciuto'’     | 10/1            | 3               | 1         | Foxhunter; Sweetlips                                   |

## Discendenti
Terminata la carriera sportiva, Matchem, nel 1758 iniziò quella di stallone, anche qui con ottimi risultati, in quanto da lui sono derivati 354 vincitori per un totale di 151.097 sterline, fatto che lo fece collocare per tre anni (dal 1772 al 1774) in cima alla Lista degli stalloni in Inghilterra ed Irlanda.